# Світловодськ (станція)
Світлово́дськ — проміжна залізнична станція 4-го класу Полтавської дирекції Південної залізниці на неелектрифікованій лінії Бурти — Рублівка між станціями Бурти (12 км) та Рублівка (29 км). Розташована в місті Світловодськ Світловодської міської ради Олександрійського району Кіровоградської області.

## Історичні відомості
Станція Світловодськ відкрита 1965 року, у зв'язку з будівництвом Кременчуцької ГЕС.

## Інфраструктура
На станції 5 приймально-відправних та 10 інших шляхів для маневрової роботи. Крім того, до станції примикають 13 під'їзних колій для обслуговування промислових підприємств міста. Основна діяльність — навантаження і вивантаження будівельних і лісових вантажів, нафтопродуктів. У 2011 році було навантажено 729 вагонів, а вивантажено — 1806.

## Пасажирське сполучення
Через станцію курсує приміський поїзд Бурти — Світловодськ / Недогарки

## Послуги
Станція надає послуги:
- прийом та видача вантажів вагонними і дрібними відправками, що завантажуються цілими вагонами, тільки на під'їзних шляхах і місцях незагального користування;
- посадка та висадка пасажирів на (з) поїзди приміського та місцевого сполучення. Прийом та видача багажу не проводиться.